# Busy Buses
Busy Buses (lit. "autobuses ocupados") es una serie de televisión animada infantil sobre un grupo de autobuses antropomórficos. Fue emitido originalmente en el Reino Unido en Tiny Living, y también en Australia por ABC Kids. No fue emitida en Latinoamérica y/o España.

## Argumento
Busy Buses es una serie de televisión animada CGI en 3D para niños de 3 a 6 años ambientada en una ciudad ficticia llamada Chumley, presenta un garaje de autobuses y ocho coloridos personajes autobuses. Brian Conley narra las historias y también ha creado las voces para todos los autobuses junto con su tema musical.